# خلايا بويضة الهامستر الصيني

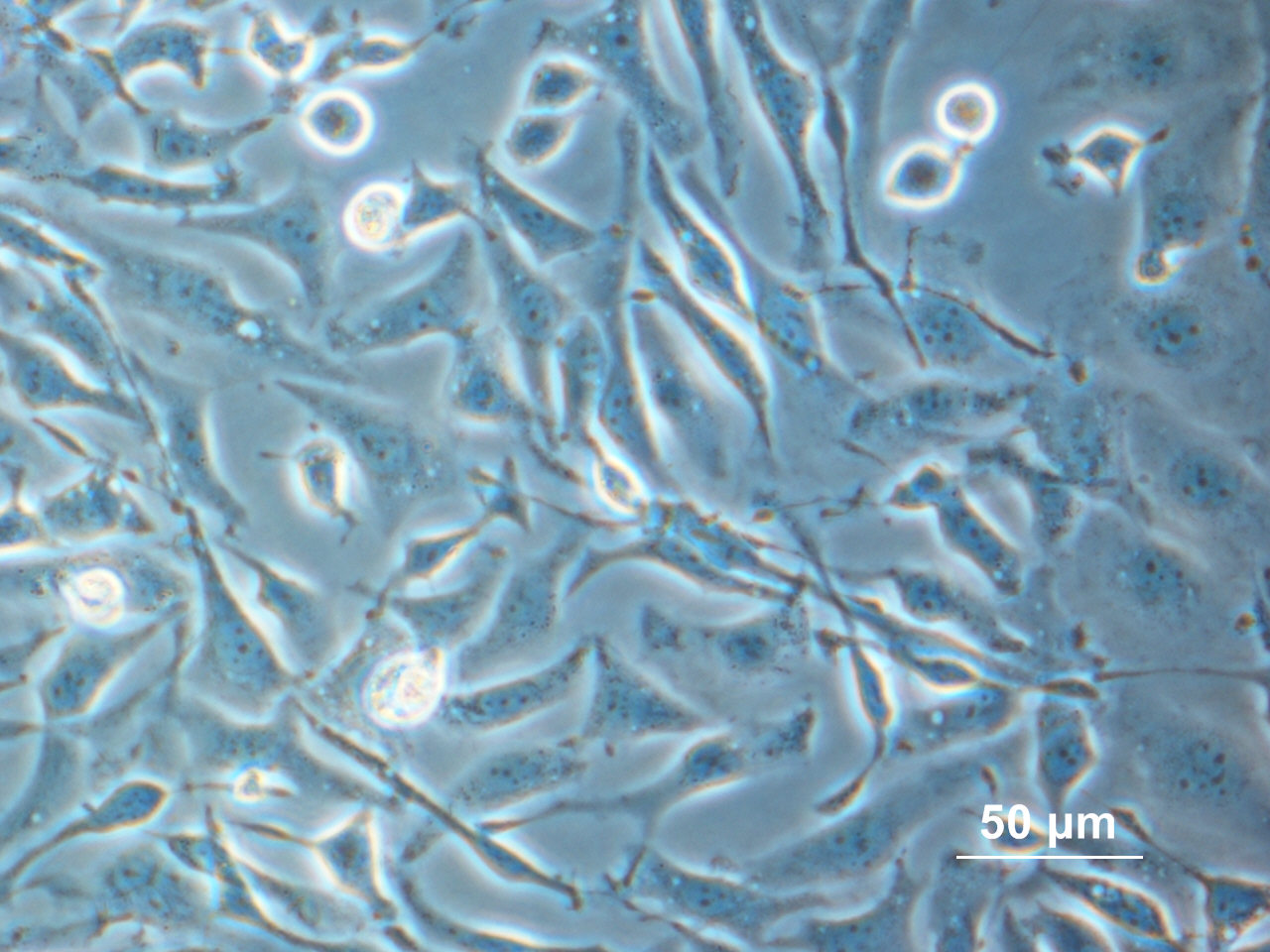

خلايا بويضة الهامستر الصيني هي خلايا مستخرجة من نسيج بويضة الهامستر الصيني وعادتاً ما تستخدم في الأبحاث البيولوجية والطبية وانتاج البروتينات.

## تاريخها
هذه الخلايا بدأت في الأبحاث من علم 1919 حينما استخدمت في اماكن للفئران المريضة بالمكورة الرئوية.